# 大分市つかこうへい劇団
大分市つかこうへい劇団（おおいたしつかこうへいげきだん）は、劇作家のつかこうへいが主宰し、大分県大分市に本拠地を置いた日本の劇団。1995年に結成され、2000年12月に解散した。

## 沿革
1994年4月に★☆北区つかこうへい劇団を創設して、都心ではあるが地場からの演劇の発信を試みていたつかが、その目標を一歩推し進めて地方からの演劇の発信を目指し、1995年10月に大分市と協力して同地で結成した劇団である。本劇団の結成及び運営にあたっては、大分市が全面的に協力を行い、毎年約3,000万円の運営助成金も支出していた。
結成の翌年である1996年5月10日-15日に旗揚げ公演となる『売春捜査官』を大分市のコンパルホールで初演。1999年4月にはソウルで、韓国初の日本語公演を行い、日本文化開放の先駆けとなった。
2000年12月14日-17日には、コンパルホールで『熱海殺人事件 蛍が帰ってくる日』を札幌チーム、東京チーム、大分チームの3チームで競演。最終日の公演終了後に、つかと大分市長木下敬之助が同席して会見を行い、大分市つかこうへい劇団の解散を発表した。理由としては、つかの個人的事情と、大分以外からの入団希望者が増加し、大分という地域からの演劇の発信という趣旨を全うすることが困難となったことが挙げられた。正式に劇団が解散したのは、翌2001年3月のことであった。

## 当時の主な劇団員
男優
- 戸田禎幸 （第1期生）
- 田中竜一 （第1期生）
- 吉浦陽二 （途中から「★☆北区つかこうへい劇団」第7期生へ移籍）
- 川谷和也
- 秋吉左近
- 太田洋一郎
- 若林ケン
- 木村和男
- 杷野元治 （後に「★☆北区つかこうへい劇団」第9期生に移籍）
- 平岡陽祐 （後に「★☆北区つかこうへい劇団」第9期生に移籍）
- 松本有樹純 （まつもと ゆきよし。後に「★☆北区つかこうへい劇団」第10期生に移籍）
- 久保隼人

★☆北区つかこうへい劇団（きたくつかこうへいげきだん）は、日本の劇団。1994年4月結成。 2011年7月をもって解散。
女優
- 由見あかり （よしみ あかり。第1期生。演出も担当）[1]
- 曽根崎由紀

主任演出家
- 蓮見正幸